# Università statale del Kansas
La Kansas State University, chiamata anche K-State, è un'istituzione d'insegnamento superiore e si trova a Manhattan, nel Kansas. Questa università comprende 23581 studenti (anno scolastico 2009/2010).
Un altro ramo del campus si trova a Salina, mentre un altro ancora è in fase di costruzione a Olathe. Quando quest'ultima sede sarà pronta, potrà ospitare gli accademici di ricerca per la bioenergia, la salute degli animali, la scienza delle piante e la sicurezza alimentare. L'Università è stata classificata come una delle università che investe di più nella ricerca dal Carnegie Classification of Institutions of Higher Education.

## Storia
La Kansas State University, originariamente Kansas State Agricultural College è stata fondata durante la guerra di secessione americana il 16 febbraio 1863. Lo sforzo per edificare la scuola è iniziato nel 1861, quando la regione del Kansas è stata ammessa definitivamente agli Stati Uniti d'America. Infatti una delle prime cose da fare era di costruire un'università statale. Inizialmente l'idea di costruire l'università a Manhattan era stata bocciata, ma al terzo tentativo, il 16 febbraio 1863 il progetto è stato approvato. Quando il college è stato aperto per la prima sessione nel settembre 1863, è diventato il terzo istituto pubblico d'istruzione superiore ad ammettere sia uomini che donne nell'istituto. Il primo anno si iscrissero 52 studenti: 26 donne e 26 uomini.
Nei primi anni l'istituto offriva una formazione quasi esclusivamente agricola. Dal 1873 si poteva studiare anche economia domestica e insegnamento accademico.
Nel 1931 il nome della scuola è stato cambiato per Kansas State College of Agriculture and Applied Science. Nel 1959 il nome fu di nuovo modificato in Kansas State University. Nel corso degli anni sono state aggiunte altre facoltà e il numero degli iscritti è cresciuto notevolmente.